# Celofan

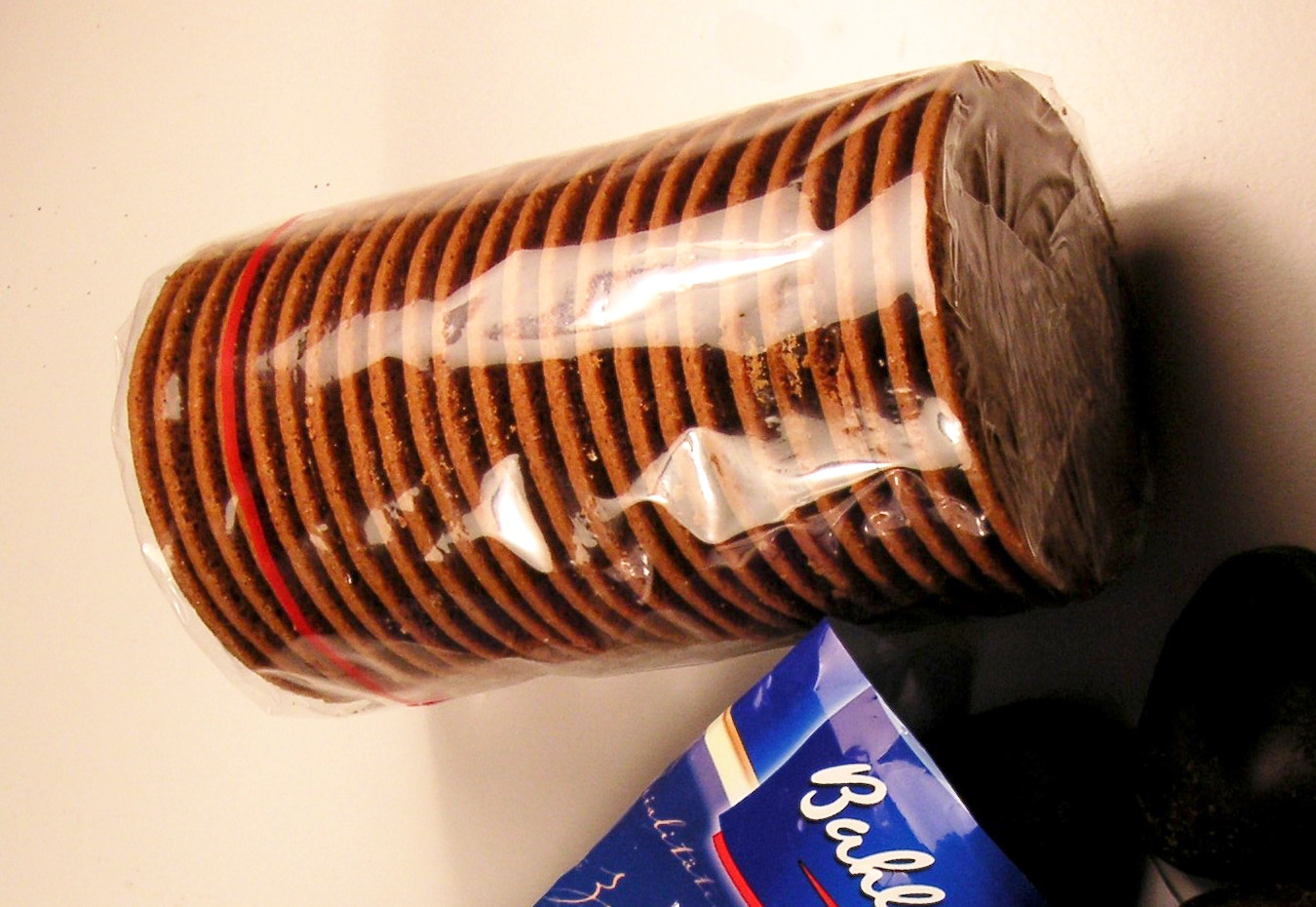
Przykłady celofanowych opakowań na słodycze

Celofan (pol. tomofan) – przezroczysta lub barwiona, szeleszcząca folia celulozowa, otrzymywana z regenerowanej wiskozy (którą otrzymuje się w reakcji celulozy z dwusiarczkiem węgla), przetłaczanej przez dyszę szczelinową do kąpieli koagulacyjnej.
Używana głównie do produkcji opakowań ochronnych i dekoracyjnych (np. w przemyśle spożywczym). Zawiera ok. 12% wypełniacza – gliceryny. Tworzywo to jest łatwopalne, a pod wpływem wody traci wytrzymałość.

## Celofan a środowisko naturalne
Celofan, jako tworzywo produkowane na bazie celulozy, jest podatny na biodegradację. Produkcja celofanu jest bardzo uciążliwa dla środowiska, gdyż do produkcji używany jest toksyczny disiarczek węgla, który ma też intensywny, nieprzyjemny zapach. W związku z tym, po uruchomieniu produkcji folii poliolefinowych produkcja celofanu znacznie się zmniejszyła. Obecnie fabryki produkujące celofan są zamykane (w Europie czynne są zaledwie dwie). Tworzywo to, spotykane jeszcze w niewielkich ilościach na rynku pochodzi z zapasów. Ostatnio zaczęto jednak wprowadzać mniej uciążliwe metody produkcji, np. przy zastosowaniu octanu celulozy.